# XXXXI Corpo Panzer (Alemanha)
O XXXXI Corpo Panzer foi formado em Julho de 1942 quando o XXXXI Corpo de Exército foi redesignado.
Lutou em Bely, nas operações anti-partidárias em Nikitinka, Yartsevo, Vyazma e Dukhovshchina. Lutou em Smolensk, Kromy e Bryansk em Março de 1943 e Sevsk, Trubchersk e Ponyri em Abril de 1943.
Mais tarde lutou em Kursk no ano de 1943, sendo quase destruída em Bobruisk em Junho de 1944 e depois de ser reconstruída lutou na contra-ofensiva soviética recuando para o Leste da Prússia. Ficou por lá até Março de 1945 quando se rendeu para os aliados Ocidentais no final da guerra.

## Comandantes
| Comandante                              | Data                              |
| --------------------------------------- | --------------------------------- |
| Generaloberst Josef Harpe               | (7 Julho 1942 - 15 Outubro 1943)  |
| General der Artillerie Helmuth Weidling | (15 Outubro 1943 - 19 Junho 1944) |
| Generalleutnant Edmund Hoffmeister      | (19 Junho 1944 - 1 Julho 1944)    |
| General der Artillerie Helmuth Weidling | (1 Julho 1944 - 10 Abril 1945)    |
| Generalleutnant Wend von Wietersheim    | (10 Abril 1945 - 19 Abril 1945)   |
| Generalleutnant Rudolf Holste           | (19 Abril 1945 - 8 Maio 1945)     |

## Área de Operações
- Frente Oriental, Setor Central (Julho 1942 - Dezembro 1944)[3]
- Prússia Oriental  (Dezembro 1944 - Março 1945)
- Berlim (Março 1945 - Maio 1945)

## Ordem de Batalha
- Arko 441[3]
- Korps-Nachrichten Abteilung 441
- Korps-Nachschub Truppen 441
- Ost-Bataillon 441
- Schwere Granatwerfer Bataillon 441